# Kim Echlin
Kim Echlin eigentlich Kimberly Ann Echlin (* 1955) ist eine kanadische Schriftstellerin, Hochschullehrerin und Verfasserin von Dokumentationen, die 1997 mit dem  Books in Canada First Novel Award ausgezeichnet wurde.

## Leben
Echlin studierte an der University of Toronto (UT) und konnte dieses Studium 1982 mit ihrer Promotion in Ethnologie erfolgreich abschließen. Anschließend lebte und arbeitete sie einige Jahre in Paris. Nach ausgedehnten Reisen nach und durch China (Kambodscha), Afrika (Malawi, Rhodesien) und Übersee (Marshall-Inseln) kehrte sie wieder in ihre Heimatstadt zurück.
Echlin ist Mitglied der Writers' Union of Canada und lehrt seit 1997 an der School for Continuing Studies (University of Toronto) Kreatives Schreiben. Außerdem arbeitete sie als Dozentin für Journalismus an der Ryerson School of Journalism, University of Guelph und York University.
Darüber hinaus hat sie Fernsehdokumentationen für CBC/Radio-Canada und unabhängige Fernsehgesellschaften wie beispielsweise Color me free (2007) produziert. Von 1985 bis 1990 produzierte sie The Journal, ein Kunstmagazin.
Echlin ist verheiratet und lebt zusammen mit ihrem Mann und ihren Kindern in Toronto.

## Rezension
Die englischsprachige Kritik lobte The Disappeared als Werk von den Ausmaßen einer griechischen Tragödie und hob den Stil der Autorin hervor: „This book is a miracle of economy whose short sentences and ellipses often draw on the powerful brevity of short-story technique.“
Die deutschsprachige Literaturkritik nahm ihr sechstes Werk, das erstmals ins Deutsche übersetzt wurde, „Der verschollene Liebhaber“, 2009 vor dem Hintergrund des ersten Prozesses gegen Angehörige der blutigen Diktatur der Roten Khmer in Kambodscha aufgrund der Authentizität, der sparsamen Sprache, die auf das Wesentliche beschränkt ist und als „Beitrag gegen das Vergessen“ positiv auf. Die Schweizer Kritik lobte die Taschenbuchauflage unter dem neuen Titel In der Mitte des Flusses noch überschwänglicher: „Die Autorin findet ein gutes Mass uns schonungslos zu zeigen wie schrecklich Kriegsleid und Völkermord ist und legt doch auch eine einzigartige spannende auch schöne Geschichte vor.“

## Ehrungen
- 1997: Books in Canada First Novel Award für Elephant Winter.
- 2006: CBC Literary Awards non-fiction, für I, Witness.

## Werke (Auswahl)

### Autorin
Prosa
- Elephant winter. A novel. Carroll & Graf, New York 1999, ISBN 0-7867-0610-4.[7]
- Dagmar's daughter. Penguin Books, Toronto 2001, ISBN 0-14-317059-7.[8]
- Inanna: From the Myth of Ancient Sumer. (Kinderbuch) Illustriert von Linda Wolfsgruber, Groundwood Books, Toronto 2003.[9]
- The disappeared. Black Cat, New York 2009, ISBN 978-0-8021-7066-8.
  - Der verschollene Liebhaber. Aus dem kanadischen Englisch von Claudia Feldmann. Kiepenheuer, Berlin 2009, ISBN 978-3-378-01104-5.
  - Unter anderem Titel als In der Mitte des Flusses. Aufbau-Taschenbuchverlag, Berlin 2011, ISBN 978-3-7466-2690-1.

Sachbücher
- The translation of Ojibway. The nanabush myths. University Press, New York 1982, ISBN 0-315-08632-7 (zugl. Dissertation, New York University 1982).
- Bibliography of Canadian Indian mythology. Völkerkundliche Arbeitsgemeinschaft, Nortorf 1988.
- Elizabeth Smart. A fugue essay on women and creativity. Women’s Press, Toronto 2004, ISBN 0-88961-442-3.[10]
- Inanna. From the myths of ancient sumer. Groundwood Books, Toronto 2003, ISBN 0-88899-496-6.

### Herausgeberin
- Barbara Moon: To arrive where you are. Literary journalism from Banff Centre for the Arts. BCP, Banff 2000, ISBN 0-920159-71-0.

### Übersetzerin
- Ke Yuan: Dragon and dynasties. An introduction to Chinese mythology. Penguin Books, New York 1993, ISBN 0-14-058653-9.